# 紀伊號列車
「紀伊」（日语： Kii */?）是日本國有鐵道（國鐵）在1968年至1984年之間，行駛於東京至紀伊勝浦之間，途經東海道本線、關西本線、紀勢本線上行走的特急寝车。在1975年之前，紀伊號列車是以夜行急行列車運行。在本條目內，將會記載過往行走東京都與奈良縣、紀伊半島之間沿線城市之優等列車沿革。

## 概要
在東海道新幹線開業後，東京站至湊町站（即現時JR難波站）之間的「大和」號列車、東京站至鳥羽站之間的「伊勢」號列車和東京號至紀伊勝浦號之間的「那智」號列車客量下跌。於是在1968年10月合併成為急行列車，行走東京站至王寺站、鳥羽站、紀伊勝浦站之間。當中來往王寺站的列車中，在奈良站至王寺站之間以普通列車方式運行。
當初開始營運時以單獨列車運行。在1972年3月，來往島羽站、王寺站的列車廢止，剩下紀伊號列車只來往東京站至紀伊勝浦站之間繼續營運，同時與夜行急行「銀河」1號（上行與下行）於東京站至名古屋站之間以串掛的方式運行。
在1975年3月，列車升格為特急列車，成為「藍色列車」的一群。當時成為由東京站発着行駛距離最短的「藍色列車」，只有621km（營業距離）。
列車成為藍色列車後，東京站至名古屋站之間本來與「銀河」串掛方式運行，改變由同日伸延至米子站運輸的「因幡」2號、3號串掛方式運行。直至1984年2月，紀伊號列車被廢止。

## 廢止之前的運行狀況

### 停車站與時間表
| 停車站 | 東京站    | 橫濱站    | 熱海站    | 沼津站    | 靜岡站    | 名古屋站 | 四日市站 | 龜山站    | 津站      | 松阪站    | 多氣站    | 紀伊長島站 | 尾鷲站    | 熊野市站  | 新宮站    | 那智站    | 紀伊勝浦站 |
| 下行   | 21:00出發 | 21:26出發 | 22:32出發 | 22:52出發 | 23:36出發 | （運）   | →        | 3:13到達  | 3:43到達  | 4:02到達  | 4:11到達  | 5:16到達   | 5:45到達  | 6:24到達  | 6:58到達  | 7:17到達  | 7:22到達   |
| 上行   | 6:25到達  | 5:58到達  | 4:40到達  | 4:16到達  | ←         | 1:00出發 | 0:04出發 | 23:37出發 | 23:08出發 | 22:49出發 | 22:40出發 | 21:36出發  | 21:06出發 | 20:32出發 | 20:00出發 | 19:38出發 | 19:34出發  |

記號注釋
←・→：路過
（運）：運行停車

### 使用車輛
| |             |           |           |           |           |          |           |             |             |           |           |           |           |             |
| 「紀伊」 |             |           |           |           |           |          |           |             |             |           |           |           |           |             |
| 東京方向→ |             |           |           |           |           |          |           |             |             |           |           |           |           |             |
| \| 編成 \| 基本編成 \| 基本編成 \| 基本編成 \| 基本編成 \| 基本編成 \| 基本編成 \| 基本編成 \| 基本編成 \| 付屬編成 \| 付屬編成 \| 付屬編成 \| 付屬編成 \| 付屬編成 \| 付屬編成 \| \| -------- \| ----------- \| --------- \| --------- \| --------- \| --------- \| -------- \| --------- \| ----------- \| ----------- \| --------- \| --------- \| --------- \| --------- \| ----------- \| \| 號車 \| 1 \| 2 \| 3 \| 4 \| 5 \| 6 \| 7 \| 8 \| 9 \| 10 \| 11 \| 12 \| 13 \| 14 \| \| 車廂等級 \| B \| A \| B \| B \| B \| D \| B \| B \| B \| B \| B \| B \| B \| B \| \| 形式 \| スハネフ 14 \| オロネ 14 \| オハネ 14 \| オハネ 14 \| オハネ 14 \| オシ 14 \| オハネ 14 \| スハネフ 14 \| スハネフ 14 \| オハネ 14 \| オハネ 14 \| オハネ 14 \| オハネ 14 \| スハネフ 14 \| |             |           |           |           |           |          |           |             |             |           |           |           |           |             |
| 車廂等級 A= 開放式A寢台、B= 開放式3段B寢台、D= 餐車 |             |           |           |           |           |          |           |             |             |           |           |           |           |             |
| 編成 | 基本編成    | 基本編成  | 基本編成  | 基本編成  | 基本編成  | 基本編成 | 基本編成  | 基本編成    | 付屬編成    | 付屬編成  | 付屬編成  | 付屬編成  | 付屬編成  | 付屬編成    |
| 號車 | 1           | 2         | 3         | 4         | 5         | 6        | 7         | 8           | 9           | 10        | 11        | 12        | 13        | 14          |
| 車廂等級 | B           | A         | B         | B         | B         | D        | B         | B           | B           | B         | B         | B         | B         | B           |
| 形式 | スハネフ 14 | オロネ 14 | オハネ 14 | オハネ 14 | オハネ 14 | オシ 14  | オハネ 14 | スハネフ 14 | スハネフ 14 | オハネ 14 | オハネ 14 | オハネ 14 | オハネ 14 | スハネフ 14 |

由初客車是使用由品川客車區（現時為田町車輛中心）所屬的14系客車。由開放式B寢台組成。
在鐵路機車方面，在東京站至名古屋站之間由宮原機關區（現時為宮原綜合運輸所）所屬的EF65型電力機車（1000番台）牽引、名古屋站至紀伊勝浦駅之間由DD51型柴油機車牽引。在DD51投入服務之前，名古屋站至紀伊勝浦駅之間是由DF50型柴油機車牽引。

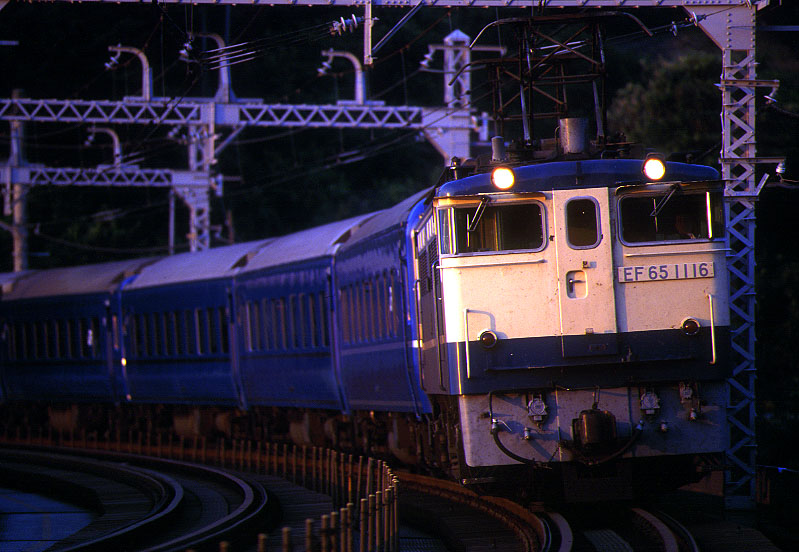
與牽引「紀伊」之同型號EF65形電力機車 （圖中為「銀河」）
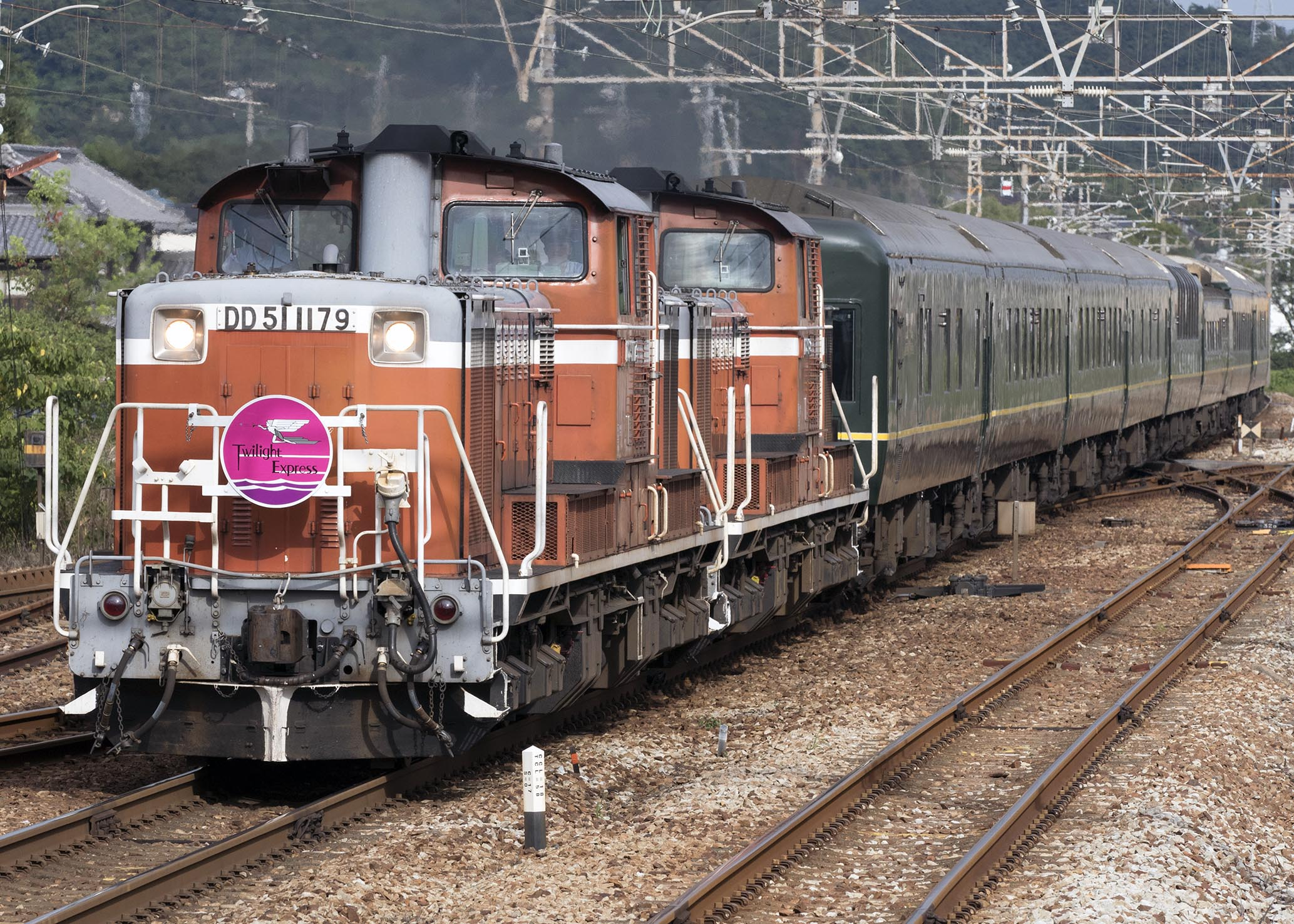
與牽引「紀伊」之同型號DD51形柴油機車 （圖中為「黃昏特快」）
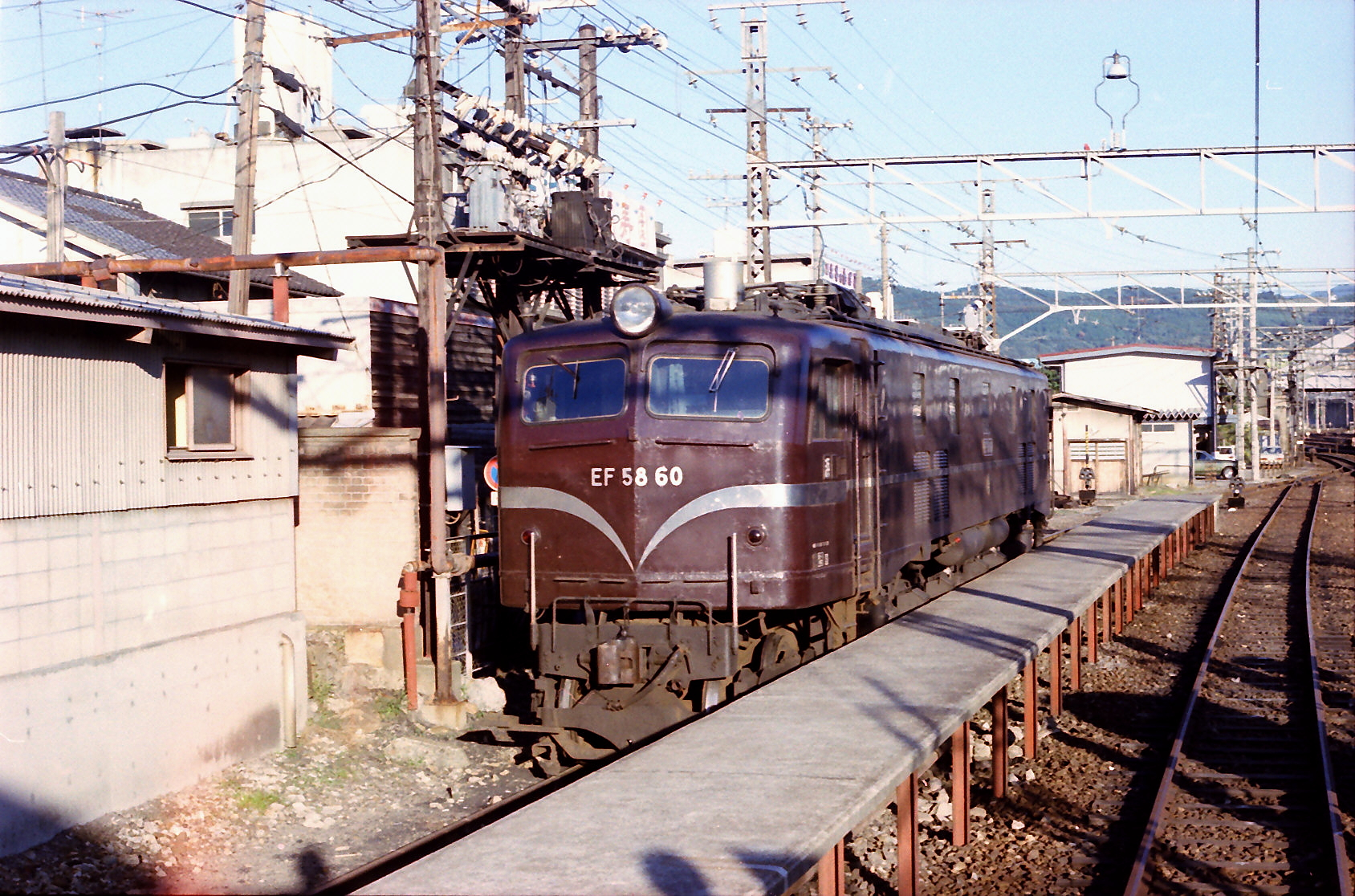
在京都站留置線等待的「因幡」（與紀伊串掛）EF58形電力機車（1978年）
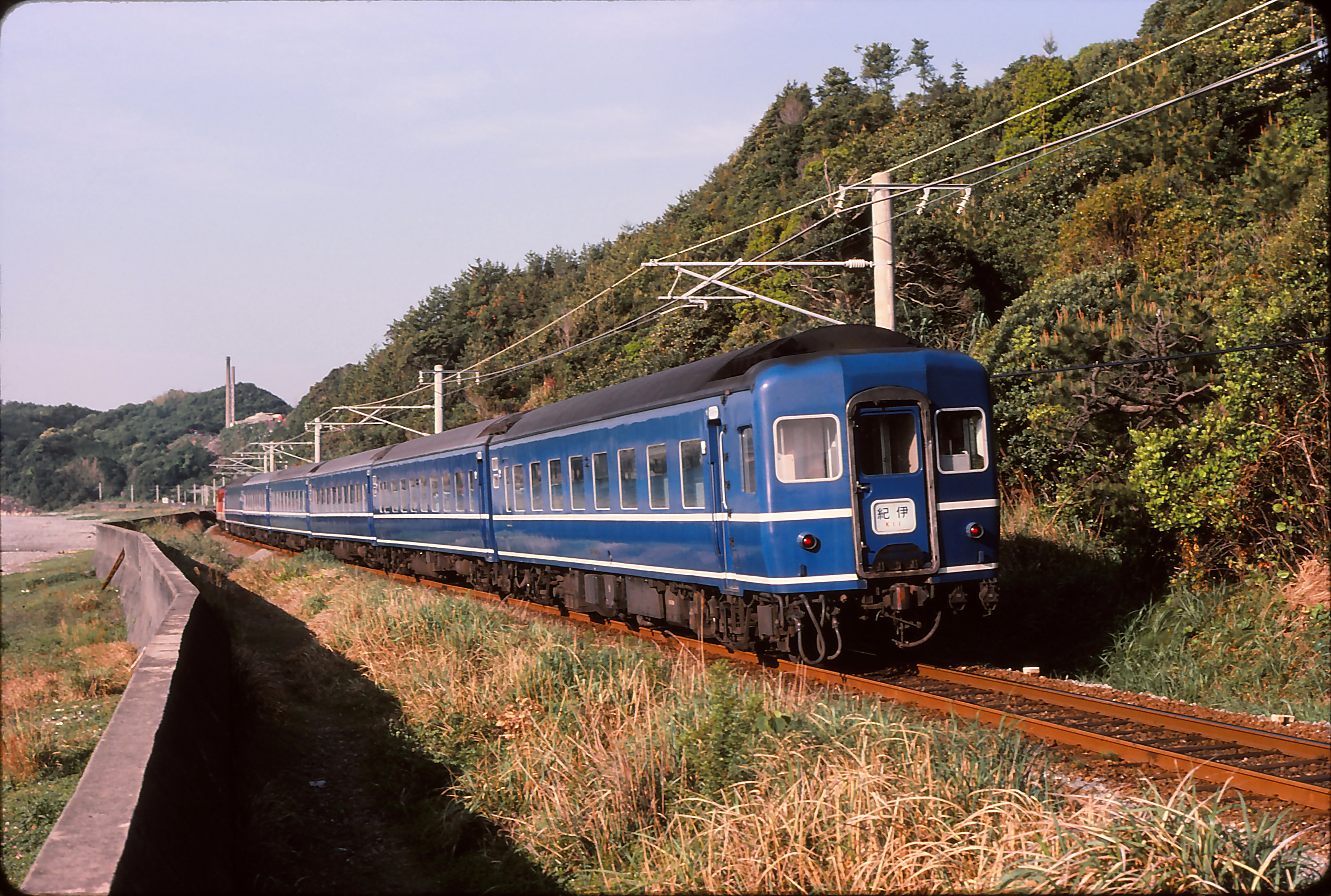
14系客車於新宮站至三輪崎站之間（1979年）

## 沿革

### 戰後
- 1948年（昭和23年）7月1日：行走東京站至名古屋站之間毎日運行之不定期夜行列車，準急2035・2036列車開始運輸。
- 1949年（昭和24年）9月15日：2035・2036列車成為定期列車，列車編號（日语：列車番号）變更為31・32列車。
- 1950年（昭和25年）
  - 10月1日：31・32列車的行走區間延長至來往東京站至湊町站、鳥羽站之間（經關西本線），並且升格成為急行列車（龜山站至鳥羽站之間為普通列車）。
  - 11月8日：行走東京站至湊町站、鳥羽站之間（經關西本線）的急行列車附上列車名稱：大和。
- 1953年（昭和28年）11月11日：「伊勢」（いせ）開始營運，來往東京站至鳥羽站之間。
- 1954年（昭和29年）5月1日：「大和」開始連結二等寢車[2]。
- 1956年（昭和31年）11月19日：「大和」「伊勢」開始連結三等寢車。

### 紀勢本線全線開通後
- 1959年（昭和34年）
  - 7月15日：因應紀勢本線全線開通，毎日運行之臨時列車急行「那智」（なち）開始營運，來往東京站至新宮站之間。東京站至多氣站之間與「伊勢」串掛[3]。
  - 9月22日：「那智」成為定期列車，「伊勢」在東京站至名古屋站之間與「能登」串掛。
  - 9月26日：由於超強颱風維娜吹襲，列車暫停營運。同年10月23日至11月25日之間列車重開，列車本來在關西本線行走，但改經東海道本線、草津線[4]。
- 1961年（昭和36年）10月1日：「那智」「伊勢」與「能登」中止串掛。
- 1962年（昭和37年）3月10日：「大和」來往東京站至和歌山市站之間開始連結一架2等寢車（和歌山線內為普通列車與串掛運輸）
- 1964年（昭和39年）10月1日：在東海道新幹線開業而實施的時間表修正後，有以下變更[5]。
  1. 「大和」全部車廂為寢車。
  2. 「伊勢」全部車廂為對號席、下行與「大和」、上行與「那智」串掛。
  3. 「那智」的運輸區間改為東京站至紀伊勝浦站。由與觀光團體列車（日语：団体専用列車）「南紀観光」串掛、變更與上行「伊勢」串掛。
- 1965年（昭和40年）10月1日：在當日實施的時間表修正後，有以下變更
  1. 再次「大和」與「能登」串掛運輸。
  2. 再次「那智」與「伊勢」串掛運輸。

### 東京至紀伊半島直通列車「紀伊」
- 1968年（昭和43年）10月1日：在4・3・10（日语：ヨンサントオ）時間表修正後，東京站至紀伊勝浦站、鳥羽站、王寺站之間行走的「紀伊」開始營運（奈良站至王寺站之間為普通列車）。「伊勢」「那智」「大和」被廢止。
- 1972年（昭和47年）3月15日：「紀伊」行走龜山站至王寺站之間、多氣駅至鳥羽站之間被廢止。同時在東京站至名古屋站之間與「銀河」1号（上下行）串掛運輸。
- 1975年（昭和50年）3月10日：「紀伊」全部車廂改變為寢車，同時升格為特急列車。在東京站至名古屋站之間與特急「因幡」（之後為「出雲」2・3號）串掛運輸[6]。
- 1980年（昭和55年）9月29日：東京站至名古屋站之間牽引的機車由EF58型電力機車改由EF65型電力機車（1000番台）。同時不再使用DF50型柴油機車運行。
- 1982年（昭和57年）3月15日：下行列車於名古屋站内發生火車相撞事故（名古屋站寢台特急「紀伊」機車相撞事故（日语：日本鐵道事故 (1950年至1999年)#名古屋站寢台特急「紀伊」機車相撞事故））。
- 1984年（昭和59年）2月1日：在時間表修正（日语：1984年2月1日国鉄ダイヤ改正）時間表修正後，「紀伊」被廢止。

### 伊勢參拜列車「伊勢」
- 2013年（平成25年）10 - 11月:由於舉行第62回神宮式年遷宮，臨時急行「伊勢」在這期間運行，行走名古屋至伊勢市之間，由Kiha85系柴聯車運行。在此以後，則逢多客時、繁忙時運行。

## 注腳
1. ↑  與「紀伊」同日升格成為藍色列車的列車還有「安芸」（行走新大阪站至下關站之間，經吳線，距離565.3km）、「北陸」（行走上野站至金澤站之間，經信越本線長岡站，距離517.4km）。
2. ↑  『天王寺鉄道管理局三十年写真史』天王寺鐵道管理局、1981年、p.193。
3. ↑  『天王寺鉄道管理局三十年写真史』天王寺鐵道管理局、1981年、p.203。
4. ↑  『中部日本新聞（現時為中日新聞）』中部日本新聞社（現時為中日新聞社）、1959年10月21日刊登。
5. ↑  『近畿地方の日本国有鉄道-大阪・天王寺・福知山鉄道局史』大阪・天王寺・福知山鐵道局史編集委員會、2004年、p.367。
6. ↑  『天王寺鉄道管理局三十年写真史』天王寺鐵道管理局、1981年、p.233。

## 相關項目
- 東海道本線優等列車沿革
- 大宮・東京 - 鳥羽線・南紀勝浦線（日语：大宮・東京 - 鳥羽線・南紀勝浦線）　西武觀光巴士與三重交通共同營運的夜行高速巴士　實際上是列車廢止後替代交通路線